# Boa Vista do Buricá
Boa Vista do Buricá este un oraș în Rio Grande do Sul (RS), Brazilia.